# Dobeno, Mengeš
Dobeno este o localitate din comuna Mengeš, Slovenia, cu o populație de 109 locuitori.